# Javier Aguirre Nogués
Javier Aguirre Nogués (n. 19??) es un empresario español, expresidente del IFBC Group, del directorio de la Compañía de Telecomunicaciones de Chile (CTC) y de Valores Bavaria.
Obtuvo una licenciatura en ciencias económicas en la Universidad Autónoma de Madrid y, más tarde, otra en finanzas y negocios internacionales en la Universidad de Nueva York, Estados Unidos.
Se desempeñó como ejecutivo en el Banco Exterior de España, Extebank y Extebandes, entre otros. Desde 1990 fue presidente y CEO del International Finance Bank (Miami, Estados Unidos), director ejecutivo del International Merchant Bank (Bahamas) y presidente del Brickell Investment Realty Corp (Miami).
Desde 1997 fue miembro del Consejo de Administración y del Comité Ejecutivo de Telefónica del Perú.
Hasta fines de los '90 laboró como director ejecutivo de International Finance Holding Corporation, una multinacional con sede en Nueva York que realiza inversiones en España, Estados Unidos y América Latina.
En 1999, en plena era de Juan Villalonga Navarro, fue nombrado presidente de la entonces CTC.
En esta responsabilidad debió enfrentar, de entrada, los problemas que le generó a las empresas españolas la detención del exdictador Augusto Pinochet en Londres, Reino Unido, a pedido del juez hispano Baltazar Garzón, episodio que llevó las relaciones de ambos países a su peor momento del siglo XX.
En el plano corporativo su administración estuvo marcada por el decreto tarifario que la empresa debió enfrentar -a raíz de su posición dominante-, a partir de agosto de 1999, el cual, en opinión de la compañía, fue el gran responsable de las pérdidas por casi US$ 212 millones que ésta reportó durante el ejercicio 2000. Este proceso estuvo aparejado de una fuerte y compleja reestructuración interna, la cual derivó en la desvinculación de más de un millar de empleados en el periodo.
El capítulo de la venta de Telefónica Net a Terra Networks también gatilló otro frente de conflictos para Aguirre. Esta vez el impasse fue con los accionistas minoritarios de la compañía, quienes no compartieron la valorización planteada. Así, las AFP -dueñas del 18,3% de CTC- presentaron una demanda de indemnización de perjuicios por US$ 28,6 millones, el diferencial que supuestamente dejaron de recibir al venderse Telefónica Net en US$ 40 millones y no en 201 millones, valor que le asignaban a la filial de internet.
Tras esta incursión, finalizada a comienzos de 2001, se vinculó al Grupo Santo Domingo, en Colombia, como presidente de Valores Bavaria y luego como consultor senior internacional en la península ibérica de la estadounidense de private equity, Blackstone.

## Nota
1. ↑  La empresa perdió exactamente 114.024 millones de pesos chilenos de la época, cifra que, calculada con el dólar promedio de ese año, equivale a US$ 211,4 millones.